# Tjumenjska oblast
Tjumenjska oblast je oblast Ruske Federacije sa sjedištem u gradu Tjumenju. U okviru nje se nalaze i dva autonomna okruga: Hantijsko-mansijski i Jamalskonenečki.

## Vanjske poveznice
- (rus.) Službene stranice  Arhivirana inačica izvorne stranice od 4. ožujka 2009. (Wayback Machine)